# Marbaix
Marbaix é uma comuna francesa na região administrativa de Altos da França, no departamento do Norte. Estende-se por uma área de 6.62 km². Em 2010 a comuna tinha 482 habitantes (densidade: 72,8 hab./km²).